# Bahla
Bahla (Arabisch: بهلا) is een stad in Ad Dakhiliyah, Oman. De stad is bekend van zijn pottenbakkerij en de oude forten. De stad ligt op 40 km afstand van de stad Nizwa en op 200 km van de hoofdstad. Het oudste fort in Bahla is Fort Bahla, met haar 12 kilometer lange muur. Dit fort staat ook op de Werelderfgoedlijst. De voetbalclub van Bahla is Bahla Club, deze club speelt in de hoogste voetbalcompetitie van Oman.